# Pentace borneensis
Pentace borneensis är en malvaväxtart som beskrevs av Jean Baptiste Louis Pierre. Pentace borneensis ingår i släktet Pentace och familjen malvaväxter. Inga underarter finns listade i Catalogue of Life.